# 加泰人塔尔高号列车
加泰人塔尔高（西班牙語：Catalán Talgo）是曾經运营于西班牙巴塞罗那至瑞士日内瓦间一班国际列车所使用的名称，由西班牙国家铁路及法国国家铁路自1969年至2010年间共同开行。其命名源自西班牙自治区加泰罗尼亚及为列车提供铁路车辆的制造商塔尔高，而巴塞罗那正是该自治区的首府。列车曾先后被纳入全欧快车、城际列车和欧城列车等类别，直至2010年底停运。

## 全欧快车
加泰人塔尔高号的前身是“加泰人号”（Le Catalan），这曾是专设一等车厢等级的快速列车，自1955年起由法国国家铁路开行，但只运营于日内瓦至法国－西班牙边境的车站，再接驳专设二等车厢等级的轨道巴士通往巴塞罗那。由于西班牙的国家铁路网大多采用伊比利亚轨距的宽轨，而法国和瑞士境内则使用标准轨距，轨距差异使得巴塞罗那和日内瓦之间的列车服务长期被分为两个部分，北行乘客需要在西班牙边境波尔沃换车，而南行也需要在法国边境塞贝尔换车。至1968年，随着塔尔高3RD型车组的引入，这一问题得到改善，其特点是采用了可变轨距的转向架轮对，每节车厢的转向架可对应不同的轨距作出调整，乘客不再需要于边境换车。试运行成功后，加泰人号于1969年6月1日实现直通运营，从波尔特沃延长至巴塞罗那始发和终到，并以加泰人塔尔高的名称升级至全欧快车类别。

### 牵引机车

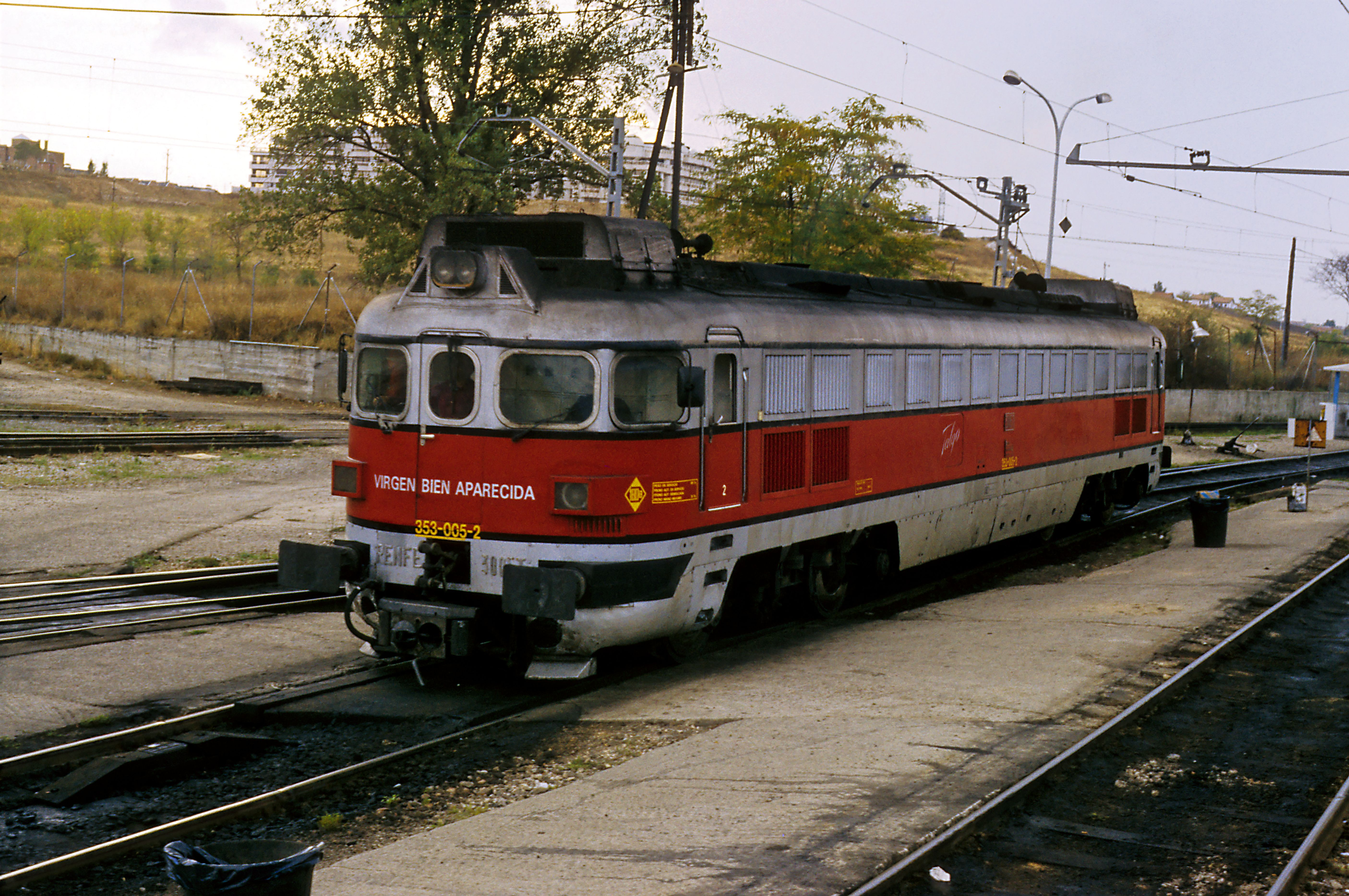
最初担任牵引任务的西班牙国家铁路3000型柴油机车

加泰人塔尔高号最初由西班牙国家铁路T-3000型柴油机车担当牵引任务，即后来的353型柴油机车。由于这款机车的标准配置不含可变轨距的转向架，因此编号为3003和3004的本务机主要负责巴塞罗那至西班牙－法国边境区间的工作，另外三台配备了准轨转向架的本务机则担任西班牙－法国边境至日内瓦区间的牵引工作。至1971年9月，准轨机车已被替换为法国国家铁路的BB 67400型柴油机车，宽轨机车在此后不久也被替换为西班牙国家铁路276型电力机车。1975年，列车改变了日内瓦至阿维尼翁区间的运营线路，由经格勒诺布尔改为经里昂的电气化铁路运行，这使得整个日内瓦至纳博讷的区间均可使用法国国家铁路BB9300型电力机车牵引。随着纳博讷至波尔特沃区间在1980年初完成了电气化改造，原BB9300型电力机车也被替换为法国国家铁路BB7200型电力机车。

### 车厢编组

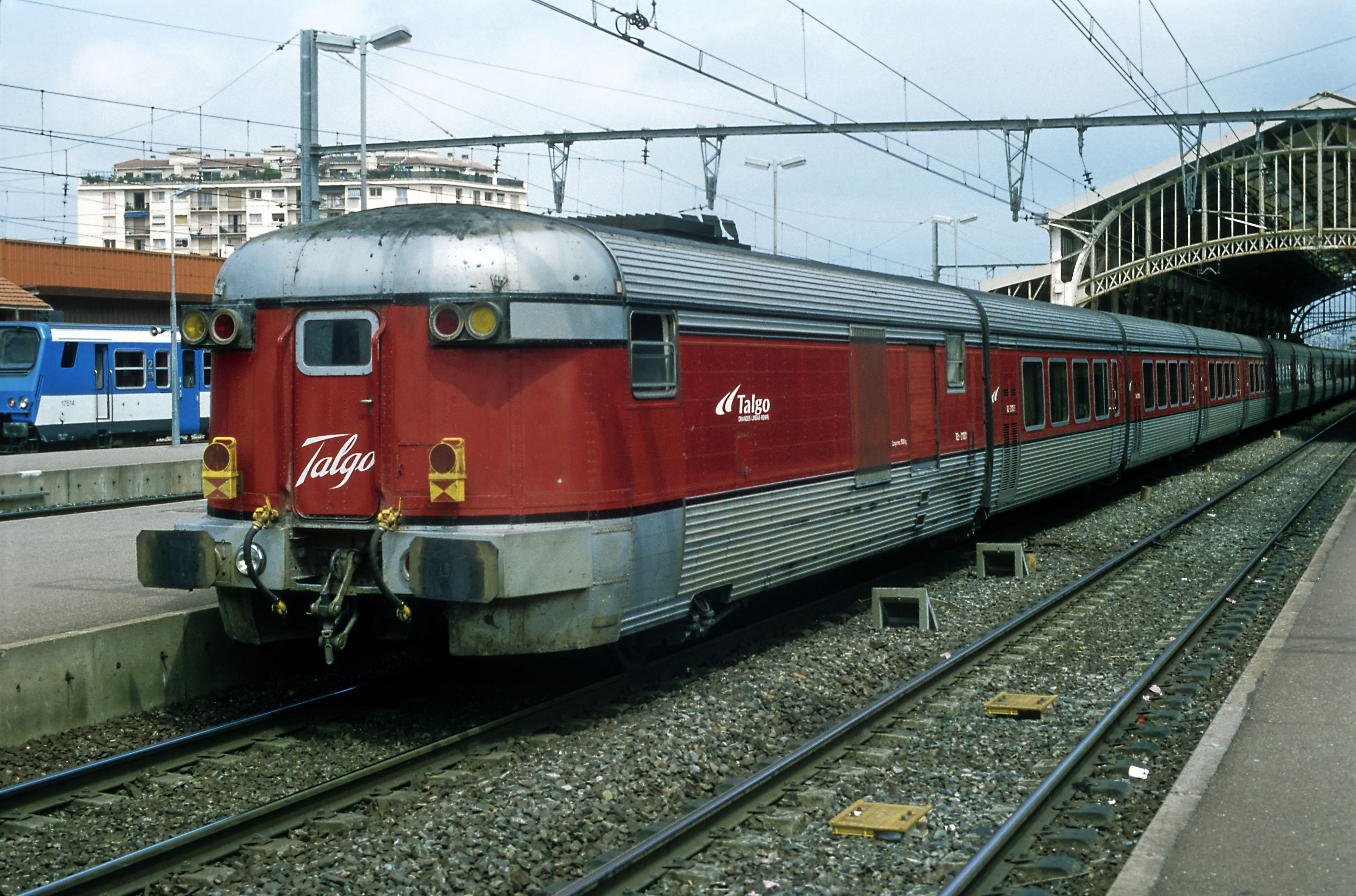
停靠于佩皮尼昂的塔尔高3RD车组（2003年）

加泰人塔尔高号全数使用塔尔高3RD系列车厢。这些车厢于1968年生产，并一直沿用至2010年底。为列车电力系统提供电源的发电车设于编组的两端，它们设有可与不同机车连接的车钩，因为标准配置的塔尔高车钩与其他国家的铁路车辆无法兼容。其中一端的RT212型发电车设有列车长办公席，另一端的RT211型发电车则设有托运行李区域。列车的基本编组还包括在两端发电车之间的九节RT201型一等车厢、一节RT206型酒吧/厨房合造车厢以及两节RT210型餐车。RT206型车设于列车的中部，其两侧各为一节RT210型车；RT211型车设于西班牙端，RT212型则设于瑞士端。在交通繁忙的情况下，列车能够加挂最多七节RT201型车，从而可以形成全列21节车厢、每节11.5米长的大编组。在1982年后，列车编组又增设了RT202型二等车厢，它们设于RT206至RT212之间，而同一侧的RT201型车则被移除。

### 路线及时刻
加泰人塔尔高号在1969年开始投入全欧快车服务后，于瑞士境内使用GC/CG的车次（即日内瓦及加泰罗尼亚的字母首写），于西班牙境内使用TEE83/84的车次。1971年5月23日起，车次被重新编号为TEE70/71次和TEE72/73次；其中在西班牙境内使用TEE70和73次，自1974年5月26日又变更为TEE5073和5070次。使用双编号的原因是由于在两座始发车站的出站车次均为奇数，且入站车次亦均为偶数。列车初始的运营线路为：巴塞罗那－赫罗纳－波尔沃－塞贝尔－佩皮尼昂－纳博讷－贝济耶－塞特港－蒙彼利埃－尼姆－阿维尼翁－瓦朗斯－伊泽尔河畔罗芒－格勒诺布尔－沙勒莱索－尚贝里－艾克斯莱班－屈洛－贝勒加尔德－日内瓦。在1971年5月31日起实施的时刻表中，列车又取消了伊塞尔河畔罗芒和塞特港的停站。
| TEE70/71次 | TEE70/71次 | 停靠站     | TEE72/73次 | TEE72/73次 |
| 里程       | 时刻       | 停靠站     | 时刻       | 里程       |
| ---------- | ---------- | ---------- | ---------- | ---------- |
| 0          | 10:40      | 日内瓦     | 19:38      | 864        |
| 33         | 11:09      | 贝勒加尔德 | 19:08      | 831        |
| 66         | 11:33      | 屈洛       | 18:39      | 798        |
| 88         | 11:55      | 艾克斯莱班 | 18:21      | 776        |
| 102        | 12:09      | 尚贝里     | 18:08      | 762        |
| 165        | 12:52      | 格勒诺布尔 | 17:28      | 699        |
| 262        | 13:55      | 瓦朗斯     | 16:21      | 602        |
| 387        | 15:03      | 阿维尼翁   | 15:15      | 477        |
| 436        | 15:32      | 尼姆       | 14:45      | 428        |
| 486        | 15:59      | 蒙彼利埃   | 14:15      | 378        |
| 557        | 16:42      | 贝济耶     | 13:33      | 307        |
| 583        | 17:00      | 纳博讷     | 13:16      | 281        |
| 688        | 18:01      | 塞贝尔     | 12:14      | 176        |
| 690        | 18:25      | 波尔沃     | 11:49      | 174        |
| 864        | 20:39      | 巴塞罗那   | 09:45      | 0          |

加泰人塔尔高号（蓝）及利古里亚号（红）的运行路线

这一时刻表的编排旨在为于阿维尼翁接驳利古里亚号全欧快车的乘客提供便利，双向运行的加泰人塔尔高号在阿维尼翁的停靠时间都安排在利古里亚号自米兰抵达后和往米兰发车之前。截至1975年9月28日，这两班全欧快车的接驳时间都在下午3点左右。其后在法国国家铁路及瑞士联邦铁路的敦促下，加泰人塔尔高号对瓦朗斯至贝勒加尔德之间的运营线路作出了修改，因此从纳博讷至日内瓦区间可以实现全电气化服务。在新线路中，瓦朗斯至贝勒加尔德区间仅设里昂一个停站点，这是技术性停站，并不办理旅客乘降。虽然该线路的里程比原本多了1公里，但运行时间却缩短了近40分钟。为了弥补这一变化对原线路造成的运力缺口，瑞士和法国铁路当局额外开行了一班运营于日内瓦至格勒诺布尔的客运列车服务。1982年，为了能够吸引更多的乘客，西班牙国家铁路在加泰人塔尔高号的编组中增设了二等席别。因此，它已不再符合全欧快车专设一等车厢的要求，从而被降级为普通的城际列车类别。

## 欧城列车
1987年，加泰人塔尔高号被纳入新创立的欧城列车类别。1994年秋天，由于巴黎及日内瓦至蒙彼利埃间均引入了法国高速列车（TGV）服务，加泰人塔尔高号被缩短为蒙彼利埃至巴塞罗那间运营。自2010年12月起，TGV的高铁网络延伸至菲格拉斯，乘客可以在当地接驳西班牙国内列车，加泰人塔尔高号就此停运。

## 脚註
1. ↑  Cook 1969，第6頁.
2. ↑  UIC 1972，第18頁.
3. ↑  Mertens & Malaspina 2007，第274頁.
4. ↑  Cook 1968，第236-238頁.
5. ↑  Eruste & López-Luzzatti 2010，第74頁.
6. ↑  Eruste & López-Luzzatti 2010，第81-82頁.
7. ↑  Cook 1969，第71頁.
8. ↑  Eruste & López-Luzzatti 2010，第120頁.
9. 1 2  Hajt 2001，第122頁.
10. ↑  Hajt 2001，第124頁.
11. ↑  Goette & Willen 2006，第128頁.
12. ↑  Goette & Willen 2006，第127頁.
13. ↑  Goette & Willen 2006，第89頁.
14. ↑  Werbeamt der DB 1971，第9頁.
15. ↑  Cook 1969，第106頁.
16. ↑  Dell'Amico 2005，第36頁.
17. ↑  Mertens & Malaspina 2007，第276頁.
18. ↑  Cook 1987，第66頁.
19. ↑  Mertens & Malaspina 2007，第278頁.